# Victoire de l'artiste de musiques électroniques ou dance
La Victoire de l'artiste de musiques électroniques ou dance de l'année est une récompense musicale française décernée lors des Victoires de la musique 2008 et 2009. Elle récompensait le meilleur artiste ou groupe de musiques électroniques ou dance selon les critères d'un collège de professionnels.

## Palmarès
- 2008 : Justice
- 2009 : Martin Solveig[1]